# Astronomia dell'infrarosso

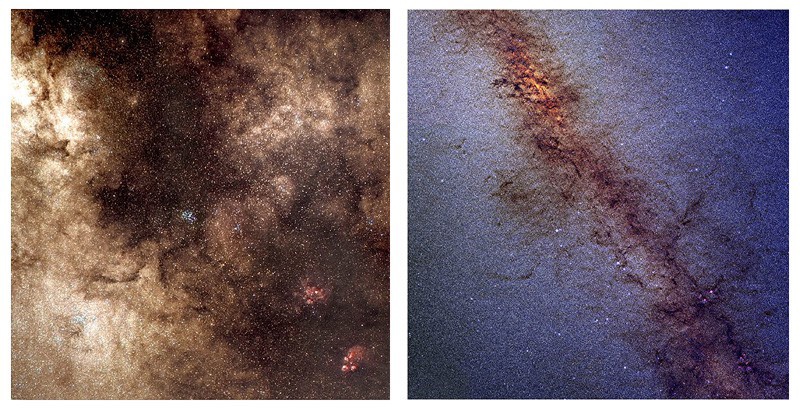
Sulla sinistra il centro della Via Lattea nella luce visibile. Il centro galattico è dominato da nubi di polvere nel Sagittario.
Sulla destra il centro galattico è visto all'infrarosso che è in grado di penetrare fino al vero cuore della galassia.

L'astronomia dell'infrarosso è una branca dell'astronomia e astrofisica che si occupa degli oggetti visibili nella radiazione infrarossa (IR). La radiazione visibile va da 380 nm (blu) a 760 nm (rosso). Lunghezze d'onda più lunghe di 700 nm ma più corte di 1 mm (microonde) sono chiamate infrarosse.

## Scoperte
Dopo l'uso di un prisma da parte di Isaac Newton per la luce bianca in uno spettro ottico, fu scoperto nel 1800 da William Herschel che la parte più calda della banda luminosa del Sole era oltre la fine della parte rossa dello spettro. Questi "raggi caldi" mostravano anche linee spettrali. Charles Piazzi Smyth nel 1856 scoprì la radiazione infrarossa nella luce della Luna; la scoperta fu confermata nel 1873 da William Parsons. William Coblentz nel 1913 riuscì a rilevare la radiazione infrarossa di Marte, Venere, Giove e di diverse stelle.
Le prime osservazioni sistematiche nell'infrarosso furono effettuate a partire dagli anni venti. Seth Barnes Nicholson e Edison Pettit, mediante una termocoppia da loro stessi costruita, tra il 1921 e il 1927 condussero osservazioni sistematiche con cui riuscirono a captare la radiazione infrarossa della Luna, dei pianeti e di 134 stelle. Da allora, come ogni altra forma di radiazione elettromagnetica, l'infrarosso fu utilizzato dagli astronomi per conoscere meglio l'universo. L'infrarosso, rispetto alla luce visibile, è capace di passare quasi indenne attraverso grandi distese di polveri, e permette quindi di indagare oggetti nascosti alla vista dei sensori ottici, come per esempio protostelle in via di formazione dentro le nubi molecolari.

## Telescopi utilizzati
Siccome l'infrarosso è essenzialmente radiazione calda, i telescopi infrarossi (che sono praticamente identici ai telescopi ottici) necessitano di scudi termici e di essere raffreddati con azoto liquido per poter formare l'immagine. Per questa ragione molti telescopi infrarossi sono installati in regioni Antartiche dove le condizioni sono le migliori possibili sulla Terra. È comunque possibile eliminare completamente l'emissione infrarossa di background sull'immagine utilizzando telescopi riflettori con lo specchio secondario sottodimensionato (riducendo però le dimensioni della pupilla d'uscita e il campo di vista), evitando così di dover raffreddare il sistema con l'azoto liquido.
Tali accorgimenti non sono però necessari per osservazione nel lontano infrarosso in quanto il background termico non emette a queste lunghezze d'onda ed è quindi eliminabile tramite l'uso di filtri. Un altro accorgimento adottato per disperdere il calore è la tinteggiatura scura della struttura dei telescopi,
Comunque, in misura maggiore che per i telescopi ottici, lo spazio è di gran lunga il luogo ideale per il loro uso: l'atmosfera terrestre impedisce a gran parte dello spettro infrarosso di raggiungerci, tranne alcune zone piuttosto ristrette. Numerosi telescopi spaziali come IRAS, ISO, Herschel Space Observatory, Spitzer e James Webb sono stati lanciati per svolgere osservazioni infrarosse.

## Spettro dell'infrarosso astronomico
I telescopi spaziali agli infrarossi possono osservare in buona parte dello spettro infrarosso; tuttavia la maggior parte dell'astronomia infrarossa è di competenza dei telescopi di terra, che sfruttano le piccole "finestre" costituite dalle lunghezze d'onda per cui l'atmosfera terrestre risulta trasparente. Le principali di queste finestre sono riportate nella tabella sottostante.
| Range di lunghezze d'onda (micrometri) | Bande astronomiche | Telescopi                                                           |
| -------------------------------------- | ------------------ | ------------------------------------------------------------------- |
| 0,65 – 1.0                             | R e I              | Tutti i principali telescopi ottici                                 |
| 1,25                                   | J                  | Gran parte dei telescopi ottici e gran parte dei telescopi dedicati |
| 1,65                                   | H                  | Gran parte dei telescopi ottici e gran parte dei telescopi dedicati |
| 2,2                                    | K                  | Gran parte dei telescopi ottici e gran parte dei telescopi dedicati |
| 3,45                                   | L                  | Gran parte dei telescopi dedicati ed alcuni telescopi ottici        |
| 4,7                                    | M                  | Gran parte dei telescopi dedicati ed alcuni telescopi ottici        |
| 10                                     | N band             | Gran parte dei telescopi dedicati ed alcuni telescopi ottici        |
| 20                                     | Q                  | Alcuni telescopi dedicati ed alcuni telescopi ottici                |
| 450                                    | submillimetrica    | Telescopi submillimetrici                                           |

Tra queste "finestre" vi sono in genere delle regioni attraverso le quali l'osservazione infrarossa è resa molto difficoltosa o persino impossibile a causa dell'opacità dell'atmosfera a quel determinato range di lunghezze d'onda. I telescopi dedicati specificamente all'osservazione infrarossa submillimetrica sono costruiti di norma in siti ad elevate altitudini, come il Mauna Kea Observatory, nelle Hawaii, o l'ALMA, nel Cile, o persino su velivoli come il SOFIA, le cui osservazioni possiedono la massima sensibilità attualmente raggiungibile dai telescopi con base a Terra. I dati forniti dai telescopi spaziali invece colmano le lacune di queste finestre, permettendo di ricostruire nella sua interezza il panorama infrarosso del cielo.